# AZ in het seizoen 2009/10 (vrouwen)
Het seizoen 2009/2010 is het 3e jaar in het bestaan van de Alkmaarse vrouwenvoetbalclub AZ. De club kwam uit in de Eredivisie en heeft deelgenomen aan het toernooi om de KNVB beker. Door het kampioenschap van vorig seizoen heeft de club ook deelgenomen aan de Champions League.

## Wedstrijdstatistieken

### Eredivisie
|       | ADO Den Haag | Willem II | FC Twente | FC Utrecht | sc Heerenveen |
| ----- | ------------ | --------- | --------- | ---------- | ------------- |
| Thuis | 1 – 2        | 3 – 2     | 1 – 1     | 1 – 0      | 2 – 0         |
| Uit   | 1 – 0        | 1 – 0     | 0 – 0     | 0 – 1      | 0 – 2         |
|       |              |           |           |            |               |
| Thuis | 1 – 0        | 1 – 0     | 2 – 0     | 3 – 0      | 3 – 1         |
| Uit   | 2 – 2        | 0 – 6     | 0 – 0     | 0 – 2      | 1 – 1         |

### KNVB beker
| 2e ronde                                                | Ter Leede 2                                              | 0 – 4 (0 – ?)            | AZ                                                     |  |
| Plaats: Sassenheim Sportcomplex Sportpark De Roodemolen |                                                          |                          | Onbekend                                               |  |
| Achtste finale                                          | SteDoCo                                                  | 0 – 10 (0 – ?)           | AZ                                                     |  |
| Plaats: Hoornaar Sportpark SteDoCo                      |                                                          |                          | Onbekend                                               |  |
| Kwartfinale                                             | FC Twente                                                | 3 – 3 (2 – 1) 4 – 3 n.s. | AZ                                                     |  |
| Plaats: Hengelo FC Twente-trainingscentrum              | 44' Anouk Dekker (p) 45' Marlous Pieëte 61' Ellen Jansen |                          | 29' Loïs Oudemast 55' Kim Dolstra 85' Jessica Fishlock |  |

### Champions League
| 1e ronde                             | AZ                                                 | 1 – 2 (1 – 2) | Brøndby IF                                                                 | Opstelling AZ: |
| Plaats: Alkmaar Sportcomplex 't Lood | Claudia van den Heiligenberg 42' Loïs Oudemast 84' |               | 22' Nanna Christiansen 35' Emma Madsen                                     | Geurts, Bito, Demarteau ( 75' Legemate), Van den Heiligenberg, Kok, Koster, Van der Gragt, Fishlock, Villan, De Ridder, Tump-Zondag ( 59' Oudemast)             |
| 1e ronde                             | Brøndby IF                                         | 1 – 1 (0 – 1) | AZ                                                                         | Opstelling AZ: |
| Plaats: Brøndby Brøndbystadion       | Nanna Christiansen 89'                             |               | 8' (e.d.) Line Røddik Hansen 17', 45' Annelies Tump-Zondag 44' Kim Dolstra | Geurts, Bito ( 76' Bakx), Demarteau, Dolstra, Van den Heiligenberg, Kok, Legemate, Fishlock, Villan ( 65' Van Lunteren), De Ridder ( 74' Oudemast), Tump-Zondag |

## Statistieken AZ 2009/2010

### Eindstand AZ Vrouwen in de Eredivisie 2009 / 2010
| Stand | Gespeeld | Gewonnen | Gelijk | Verloren | Punten | Doelpunten voor | Doelpunten tegen | Gele kaarten | Rode kaarten |
| ----- | -------- | -------- | ------ | -------- | ------ | --------------- | ---------------- | ------------ | ------------ |
| 1e    | 20       | 12       | 5      | 3        | 41     | 32              | 11               | 8            | 0            |

### Topscorers
| #      | Naam                         | Goal |
| ------ | ---------------------------- | ---- |
| 1.     | Chantal de Ridder            | 11   |
| 2.     | Claudia van den Heiligenberg | 7    |
| 3.     | Jessica Fishlock             | 5    |
| 4.     | Daphne Koster                | 2    |
| 4.     | Karin Legemate               | 2    |
| 4.     | Annelies Tump-Zondag         | 2    |
| 5.     | Kim Dolstra                  | 1    |
| 5.     | Stefanie van der Gragt       | 1    |
| 5.     | Loïs Oudemast                | 1    |
| Totaal | Totaal                       | 32   |

| #      | Naam                         | Goal |
| ------ | ---------------------------- | ---- |
| 1.     | Kim Dolstra                  | 1    |
| 1.     | Jessica Fishlock             | 1    |
| 1.     | Loïs Oudemast                | 1    |
| –      | Onbekend (Tegen SteDoCo)     | 10   |
| –      | Onbekend (Tegen Ter Leede 2) | 4    |
| Totaal | Totaal                       | 17   |

| #                | Naam                         | Goal |
| ---------------- | ---------------------------- | ---- |
| 1.               | Dionne Demarteau             | 1    |
| Eigen doelpunten |                              |      |
| 1.               | Line Røddik Hansen (Brøndby) | 1    |
| Totaal           | Totaal                       | 2    |

### Kaarten
| #      | Naam             |   |
| ------ | ---------------- | - |
| 1.     | Linda Bos        | 4 |
| 2.     | Kim Dolstra      | 2 |
| 2.     | Jessica Fishlock | 2 |
| Totaal | Totaal           | 8 |

| #      | Naam        |   |
| ------ | ----------- | - |
| –      | Geen speler | 0 |
| Totaal | Totaal      | 0 |

| #      | Naam        |   |
| ------ | ----------- | - |
| –      | Geen speler | 0 |
| Totaal | Totaal      | 0 |